# Juan Fernando Gutiérrez
Juan Fernando Gutiérrez (geboren 1980 in Medellín, Kolumbien) ist ein kolumbianischer Opern- und Konzertsänger (Bariton).

## Auszeichnungen
Juan Fernando Gutiérrez bekam den Publikumspreis der Otto Edelmann Society im Jahr 2009 in Wien, im gleichen Jahr erhielt der Bariton u. a den Publikumspreis für seine Darbietung als Figaro von Rossini in Osaka/Japan und im Jahr 2014 wurde er am Theater Münster mit dem Publikumspreis „Volksbühnentaler“ für seine überaus hervorragenden künstlerischen Leistungen als Papageno in der Zauberflöte und Fieramosca in Benvenuto Cellini von Hector Berlioz ausgezeichnet.
Er war Finalist und Preisträger bei verschiedenen Wettbewerben wie Klassikmania 2005, Internationaler Hilde-Zadek-Gesangswettbewerb 2009, Gewinner des 1. Preises, der Goldmedaille, des Förderungspreises und des „Osamu Uno“-Preises beim 10. Internationalen Musikwettbewerb in Osaka 2009.

## Repertoire
- C. W. Gluck: Orfeo ed Euridice – Orfeo
- J. Haydn: L’anima del filosofo – Pluto
- D. Cimarosa: Il matrimonio segreto – Conte
- W. A. Mozart: Die Zauberflöte – Papageno
- W. A. Mozart: Così fan tutte – Guglielmo
- W. A. Mozart: Le nozze di Figaro – Il conte di Almaviva
- W. A. Mozart: Don Giovanni – Don Giovanni
- G. Rossini: Il barbiere di Siviglia – Figaro
- G. Rossini: L’italiana in Algeri – Taddeo
- G. Rossini: La Cenerentola – Dandini
- G. Donizetti: L’elisir d’amore – Belcore
- G. Donizetti: Don Pasquale – Malatesta
- G. Donizetti: Viva la Mamma – Stefano
- V. Bellini: I Capuleti e i Montecchi – Lorenzo
- C. M. Von Weber: Der Freischütz – Fürst Ottokar
- A. Lortzing: Der Wildschütz – Graf
- J. Massenet: Manon – Lescaut
- Ch. Gounod: Faust – Valentin
- Ch. Gounod: La colombe – Jean
- G. Bizet: Carmen – Morales
- R. Leoncavallo: Pagliacci – Silvio
- G. Verdi: La traviata – Baron Douphol
- P. Hindemith: Neues vom Tage – H. Direktor, 3. Manager
- D. Gallert: Joseph Süß – Magus
- J. Strauß: Die Fledermaus – Dr. Falke
- Karl Millöcker: Der Bettelstudent – Ollendorf, Heinrici
- F. Lehár: Die lustige Witwe – Danilo